# ODS Radio
 (janvier 2012).
ODS Radio (acronyme de Ondes Dauphiné Savoie) est une station de radio appartenant à Espace Group, dont le siège est à Lyon. Elle diffuse ses programmes depuis les studios d'Annecy-le-Vieux.
ODS Radio est une radio généraliste créée en 1996 qui propose des émissions, de nombreux journaux d'informations locales et de la musique. Il s'agit d'une radio qui revêt un rôle majeur dans la vie locale. La programmation musicale est orientée pop-rock.
Créé en 1982 à Annecy sous le nom RDS (acronyme de Radios Des Savoies), elle devient en septembre1987 une station franchisée Fun radio. Elle possède également des fréquences FM à Chambéry et à Cluses. En 1995, Fun Radio désire fermer plusieurs radios locales de son réseau pour émettre en passif (c'est-à-dire sans décrochage local). La station RDS d'Annecy, qui diffuse le programme Fun sur plusieurs fréquences dans les Alpes, refuse de disparaître. Au lieu de rejoindre un autre réseau à exploiter en franchise, Jean-Philippe PLE, directeur de la station, décide de prendre son indépendance et de diffuser ses propres programmes toute la journée. En janvier 1996, la station obtient six fréquences en catégorie locale indépendante (cat. B), sous le nom "ODS Radio".
La rédaction est composée de journalistes et de correspondants et couvre l'ensemble du territoire de la Haute Savoie.

## Diffusion
ODS Radio est diffusée en modulation de fréquence dans la partie Est de la région Auvergne-Rhône-Alpes :
bientôt en DAB+ en décembre 2021
- Aix-les-Bains: 92,6 MHz
- Albertville: 92,5
- Annecy: 101,5 et DAB+
- Annemasse - Genève: DAB+
- Bellegarde-sur-Valserine: 104,6
- Belley: 88,2
- Chambéry: 92,6
- Cluses: 102,0
- Oyonnax: 89,4
- Talloires: 90,8
- Ugine: 92,5
- Villarembert: 106,2